# اوگانس دانیلیان
اوگانس دانیلیان (ارمنی: Հովհաննես Դանիելյան؛ ۳ ژانویهٔ ۱۹۷۴ در ایروان – ۳ اوت ۲۰۱۶ در ایروان) شطرنج‌باز اهل ارمنستان بود که در سال ۱۹۹۹ عنوان استادبزرگ توسط فیده به وی اعطا گردید.
| به‌دلیل برخی مشکلات فنی، نمودارها موقتاً قابل مشاهده نیستند. اطلاعات بیشتر پیرامون این مشکل در فابریکاتور و وبگاه مدیاویکی در دسترس است. | |
| | به‌دلیل برخی مشکلات فنی، نمودارها موقتاً قابل مشاهده نیستند. اطلاعات بیشتر پیرامون این مشکل در فابریکاتور و وبگاه مدیاویکی در دسترس است. |